# Arne Kring
Arne Kring   (Knåda, 16 de novembre de 1942) és un expilot de motocròs suec que destacà en aquest esport a començaments de la dècada de 1970 com a oficial de Husqvarna. Fou un dels més reeixits participants del Campionat del Món de motocròs en 500cc de la seva època i arribà a ser-ne Subcampió la temporada de 1970. A banda, va formar part de l'equip de Suècia que guanyà el Motocross des Nations els anys 1970 i 1974.
Kring fou un dels primers europeus que contribuïren a augmentar la popularitat del motocròs als EUA a la darreria de la dècada de 1960, tot participant en les primeres edicions de la Inter-AM (en guanyà la de 1969). Durant aquella època, la premsa nord-americana l'anomenava The sympathetic Swede ("El suec simpàtic") a causa del seu caràcter amistós i jovial.

## La relació amb Bengt Åberg
Arne Kring viu ben a prop d'un altre pilot de motocròs d'anomenada durant els setanta, el campió del món Bengt Åberg. De la seva vila natal, Knåda (un llogarret d'Edsbyn, al municipi d'Ovanåker, al Comtat de Gävleborg, dins la província històrica de Hälsingland), a la d'Åberg, Bollnäs, hi ha poc més de 30 km. Tots dos mantingueren una gran rivalitat esportiva durant la seva carrera. A causa dels espectaculars duels que protagonitzaven als circuits, se'ls coneixia a l'època com als Helsingland Hell Riders ("els Genets de l'Infern de Hälsingland").

## Resum biogràfic
Amb gran interès per les motos des de ben jove, Arne Kring va començar a practicar amb una Husqvarna Silverpilen de 175 cc fins que, a començaments dels 60, va decidir de dedicar-se seriosament al motocròs. El 1963, a només 20 anys, es va inscriure al Gran Premi de Suècia de 250cc, celebrat a Vännäs, i va acabar per sorprendre a tota l'elit internacional en acabar segon a la general, darrere de Torsten Hallman. Entre 1964 i 1967 va pilotar motocicletes Lindström i Ricksson (ambdues, bàsicament Husqvarna altament modificades), però no va tornar a puntuar al mundial fins al Gran Premi de Suècia de 250cc de 1967, celebrat a Motala, on fou quart a la general. Aquest resultat li va valdre una moto gratuïta de Husqvarna per a la temporada de 1968.
Ja amb la Husqvarna oficial, Kring no va tornar a destacar fins al 1969. Aquell any, en què disposava de la millor moto de 500cc de la fàbrica sueca, va guanyar el seu primer Gran Premi, justament el de Suècia (disputat un altre cop a Motala), per davant de Bengt Åberg. Una setmana després, al Gran Premi dels Països Baixos, a Norg, va tornar a guanyar. Amb només tres Grans Premis celebrats, Arne Kring liderava el mundial. Després, però, ja no va a tornar a guanyar cap ronda fins a la final, el Gran Premi de la RDA, a Schwerin. Aquell any, Kring va acabar la temporada del mundial de 500cc en quarta posició.

### La temporada de 1970
Arne Kring va començar la temporada de 1970 en plena forma. El campionat engegà al difícil circuit de Payerne, Suïssa, amb victòria de Bengt Åberg (vigent campió del món) i Jef Teuwissen en segon lloc, ambdós amb Husqvarna. La setmana següent, tots dos repetiren el resultat a Sittendorf, Àustria. Åberg es col·locà, doncs, com a líder provisional del campionat, però als dos següents Grans Premis només va aconseguir tres punts, mentre que Kring els guanyà tots dos. Kring es va tornar a imposar al circuit sorrenc de Tikkurila, Finlàndia, i obtingué un avantatge de 14 punts sobre Bengt Åberg al capdavant del campionat.
A Västerås, Suècia, els dos suecs van lluitar colze a colze, amb tanta intensitat que van acabar xocant a l'aire, durant un salt, i es varen haver de retirar.
Un mes després, a Holice, Txecoslovàquia, Kring tornà a imposar-se, mentre que a Beuern, RFA, s'invertiren els papers: Åberg va dominar la cursa i Kring va acabar en quart lloc. Només 10 punts separaven ara els dos suecs. Arribats a la segona meitat de la temporada, Arne Kring va patir un fort accident a Bèlgica i es va lesionar seriosament l'esquena, amb la qual cosa va perdre tota opció al títol. Bengt Åberg aconseguí finalment el seu segon campionat mundial al darrer Gran Premi de la temporada, el de Luxemburg, a Ettelbruck. Arne Kring va acabar la seva millor temporada com a subcampió, a només 8 punts de Bengt Åberg.

### Retirada
Kring va competir encara cinc anys més al mundial, aconseguint-hi un total de set victòries en Gran Premi, fins que, un cop acabada la temporada de 1975, es va retirar. Durant tota la seva carrera, fou membre del Woxnadalens Motorklubb d'Edsbyn.
Un cop retirat, es dedicà en exclusiva a portar el seu establiment comercial de venda i reparació de bicicletes, motos de neu i tallagespes, Knåda Sport. De fet, mai no va abandonar aquest negoci, ni tan sols durant la seva etapa de pilot professional amb Husqvarna. També disposa d'una extensa col·lecció de motocicletes històriques de motocròs, totes Husqvarna, que es pot visitar a la seva botiga en hores laborals.

## Palmarès internacional
| Any          | Motocicleta  | Campionat del Món | Campionat del Món | MXDN | Trans AMA |
| Any          | Motocicleta  | 500cc             | 250cc             | MXDN | Trans AMA |
| ------------ | ------------ | ----------------- | ----------------- | ---- | --------- |
| 1963         | Husqvarna    | -                 | 10è               |      |           |
|              |              |                   |                   |      |           |
| 1967         | Husqvarna    | -                 | 12è               |      |           |
| 1968         | Husqvarna    | -                 | -                 |      |           |
| 1969         | Husqvarna    | 4t                | -                 |      | 1r *      |
| 1970         | Husqvarna    | 2n                | -                 | 1r   | 7è *      |
| 1971         | Husqvarna    | 14è               | -                 |      |           |
| 1972         | Husqvarna    | -                 | 8è                |      | 5è        |
| 1973         | Husqvarna    | 37è               | -                 |      |           |
| 1974         | Husqvarna    | 8è                | -                 | 1r   | 9è        |
| 1975         | Husqvarna    | 9è                | -                 |      |           |
| Total títols | Total títols | 0                 | 0                 | 2    | 1         |

Notes
1. ↑  La classificació consignada a MXDN fa referència a la posició final obtinguda per l'equip estatal
2. ↑  S'assenyalen amb * els resultats aconseguits a la Inter-AM